# Трав'яні клопи
Трав'яні клопи, або сліпняки (Miridae) — родина клопів (Heteroptera). Налічує понад 11 тисяч видів, об'єднані приблизно в 1400 родів. Серед них досить багато шкідників сільськогосподарських культур.

## Опис
Трав'яні клопи мають тендітну тілобудову з ніжними покривами. Тіло овальної або подовженої форми, 1–15 мм завдовжки залежно від виду. Голова не має придатків (за винятком деяких Isometopinae) і оснащена чотиричленниковими вусиками. Хоботок колючо-сисного типу, 4-членниковий. Пронотум широкий, а щиток зазвичай великий і чіткий. Надкрила ніжні і плівчасті. Друга пара крил перетинчаста. Ноги зазвичай бігові, проте трапляються види із задніми стрибучими або передніми хапальними ногами. Переважно 3-членникові стопи. Важливою таксономічною ознакою цих комах є будова передньої частини стопи, тобто кінцевого відділу стопи з кігтями, що дозволяють триматися за рослини. Будова передньої частини стопи також є основою для поділу цієї родини на підродини. Характерною особливістю трав'яних клопів є розділений вертлуг, будова якого завдяки роботі відповідних м'язів дозволяє відторгнення ніжки.

## Спосіб життя
Майже всі трав'яні клопи є фітофагами, тобто харчуються соками рослин, які вони висмоктують, проколюючи рослини своїм колючо-сисним ротовим апаратом. Більшість монофагів залежать від певного виду рослин, а олігофаги — від вузької групи рослин. Однак є також явно багатоїдні види, які не дуже вибагливі до своїх рослин-господарів. Деякі є виключно хижаками, деякі є всеїдними, так званими зоофітофагами.
У самиці є яйцеклад, який вони використовують для більш-менш глибокого закопування яєць у м'яку чи дерев'янисту тканину рослини-господаря. Личинки проходять п'ять личинкових стадій, розділених линяннями. Більшість середньоєвропейських видів зимують у стадії яйця.

## Класифікація
- Bryocorinae
  - Bryocorini
  - Dicyphini
  - Eccritotarsini
- Cylapinae
  - Cylapini
  - Fulviini
- Deraeocorinae
  - Clivinematini
  - Deraeocorini
  - Hyaliodini
  - Saturniomirini
  - Surinamellini
  - Termatophylini
- Isometopinae
  - Diphlebini
  - Isometopini
- Mirinae
  - Herdoniini
  - Hyalopeplini
  - Mirini
  - Pithanini
  - Restheniini
  - Stenodemini
- Orthotylinae
  - Ceratocapsini
  - Halticini
  - Orthotylini
- Phylinae
  - Hallodapini
  - Leucophoropterini
  - Phylini
  - Pilophorini
  - Psallopinae
- Роди Incertae sedis
  - Amulacoris Carvalho & China, 1959
  - Anniessa Kirkaldy, 1903
  - Auchus Distant, 1893
  - Bahiarmiris Carvalho, 1977
  - Brasiliocarnus Kerzhner & Schuh, 1995
  - Carmelinus Carvalho & Gomes, 1972
  - Carmelus Drake & Harris, 1932
  - Chaetophylidea Knight, 1968
  - Charitides Kerzhner, 1962
  - Colimacoris Schaffner & Carvalho, 1985
  - Cylapocerus Carvalho & Fontes, 1968
  - Duckecylapus Carvalho, 1982
  - Englemania Carvalho, 1985
  - Eurycipitia Reuter, 1905
  - Faliscomiris Kerzhner & Schuh, 1998
  - Fuscus Distant, 1884
  - Guerrerocoris Carvalho & China, 1959
  - Gunhadya — monotypic Gunhadya rubrofasciata Distant, 1920
  - Heterocoris Guérin-Ménéville in Sagra, 1857
  - Knightocoris Carvalho & China, 1951
  - Leonomiris Kerzhner & Schuh, 1998
  - Macrotyloides Van Duzee, 1916
  - Merinocapsus Knight, 1968
  - Mircarvalhoia Kerzhner & Schuh, 1998
  - Montagneria Akingbohungbe, 1978
  - Muirmiris Carvalho, 1983
  - Myochroocoris Reuter, 1909
  - Nesosylphas Kirkaldy, 1908
  - Notolobus Reuter, 1908
  - Nymannus Distant, 1904
  - Paracoriscus Kerzhner & Schuh, 1998
  - Paraguayna Carvalho, 1986
  - Prodomopsis TBD
  - Prodomus TBD
  - Pseudobryocoris Distant, 1884
  - Pygophorisca Carvalho & Wallerstein, 1978
  - Rayeria TBD
  - Rewafulvia Carvalho, 1972
  - Rhynacloa Reuter
  - Rondonisca Carvalho & Costa, 1994
  - Rondonoides Carvalho & Costa, 1994
  - Rondonotylus Carvalho & Costa, 1994
  - Spanogonicus Berg
  - Sthenaridia TBD
  - Zoilus Distant, 1884